# Centro de Cultura y Congresos de Lucerna
Centro de Cultura y Congresos de Lucerna (en alemán: Kultur und Kongresszentrum Luzern, KKL) es la sala de conciertos y convenciones de Lucerna, Suiza.

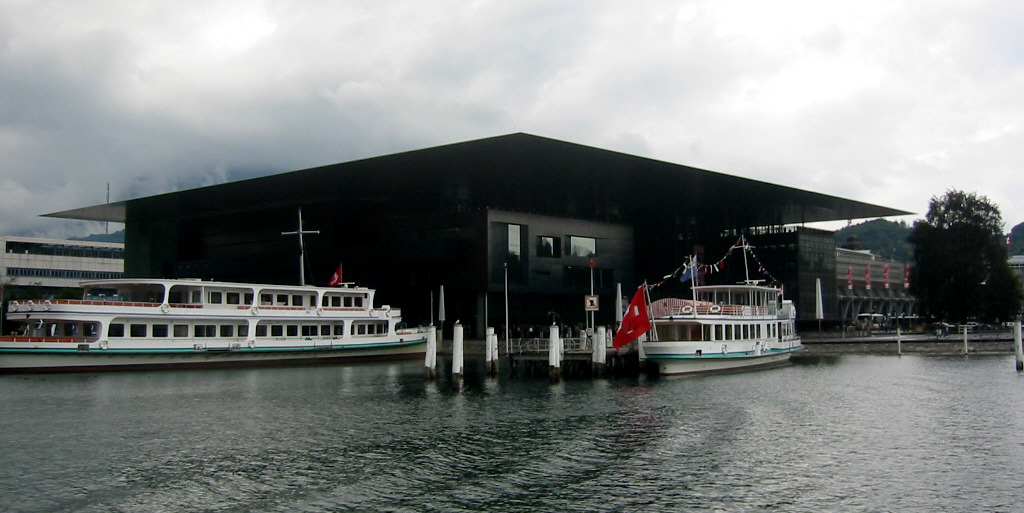

Diseñado por Jean Nouvel y el ingeniero acústico Russell Johnson es la sede del afamado Festival de Lucerna y la Orquesta del festival liderada por Claudio Abbado con la participación de solistas internacionales, fue inaugurado en 1998.
Edificado sobre el lago de Lucerna, la sala principal tiene capacidad para 1840 espectadores.

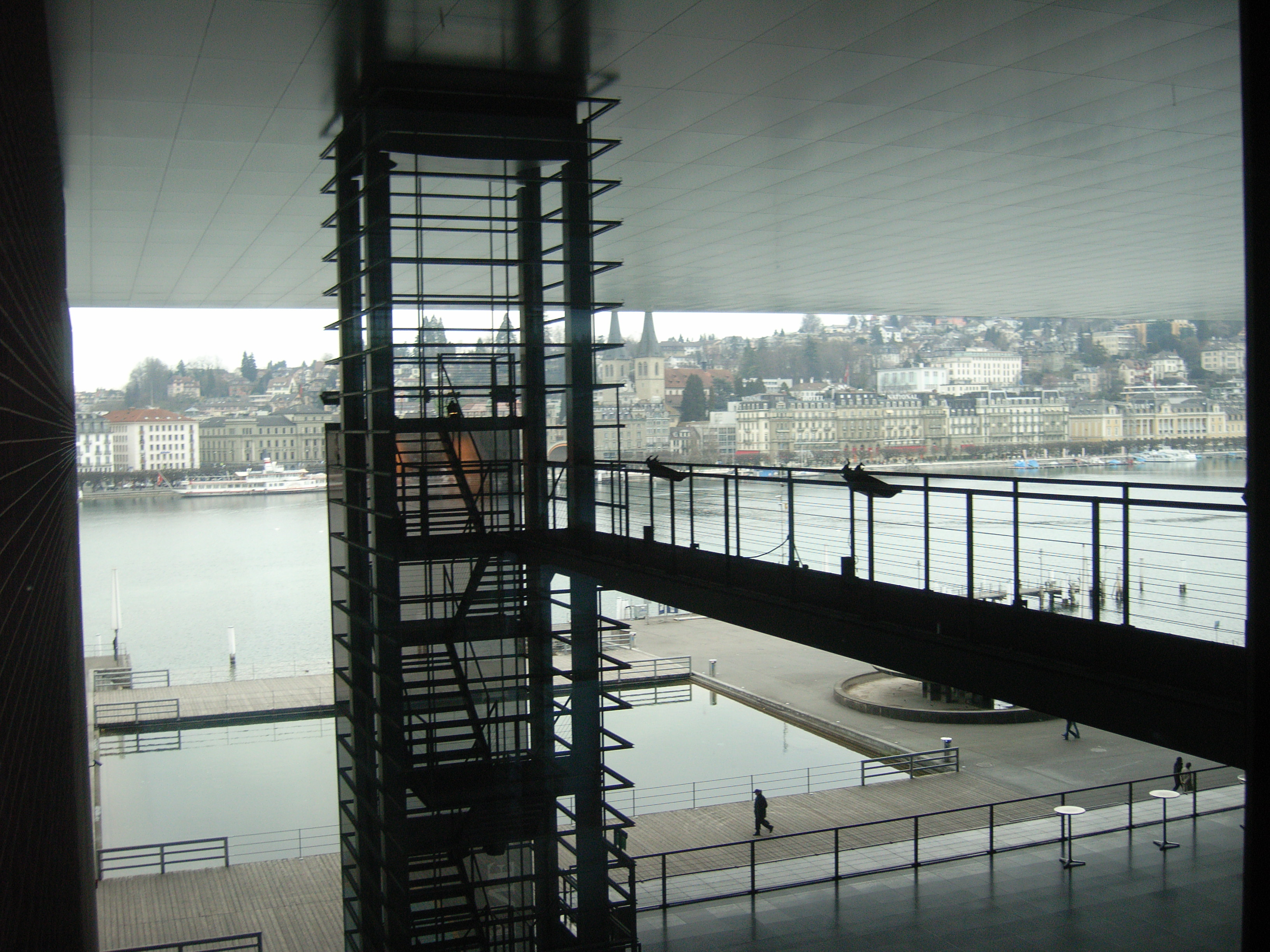